# Nadine Menz

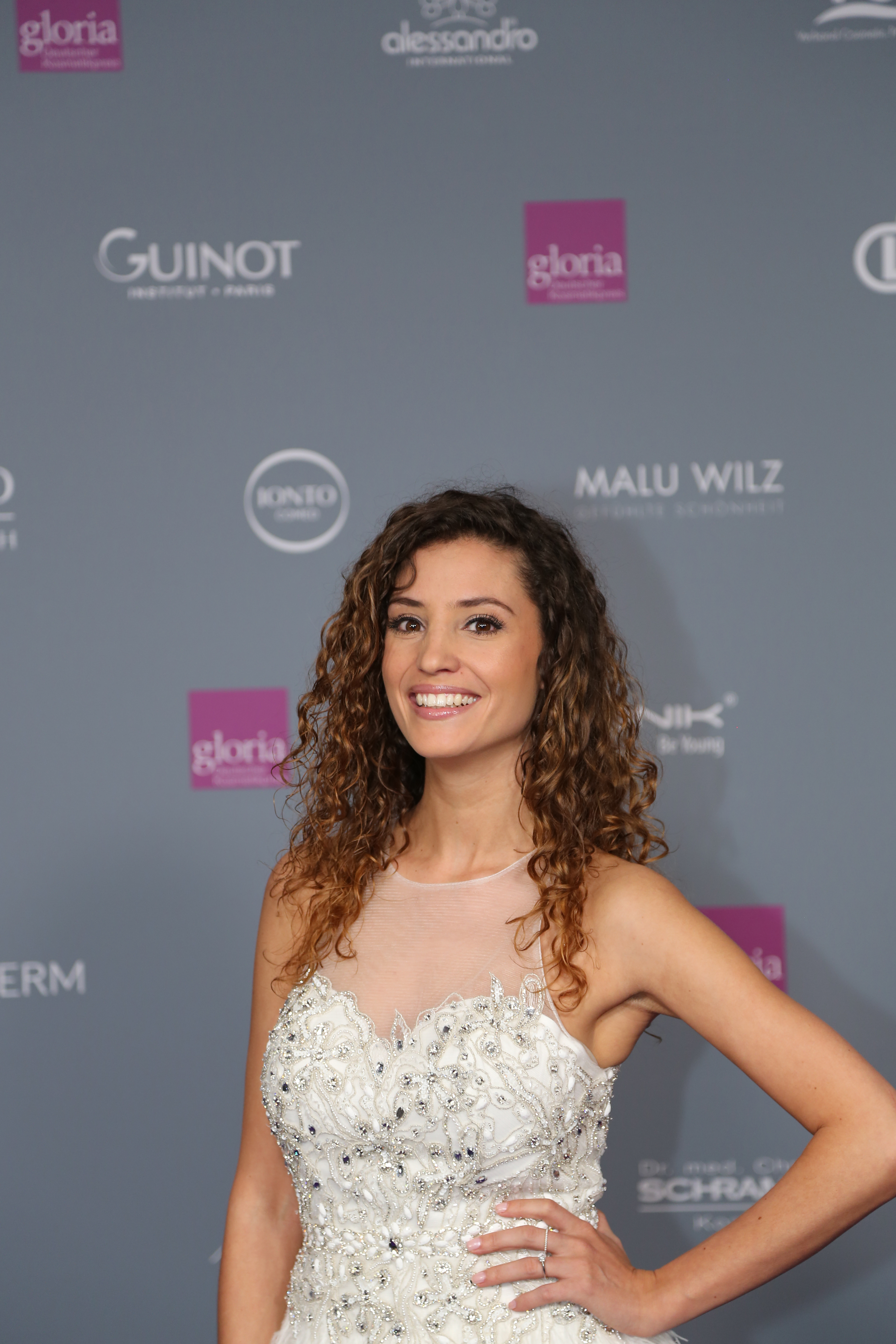
Nadine Menz (2017)

Nadine Menz (* 16. April 1990 in Bonn) ist eine deutsche Schauspielerin.
Einem breiten Publikum wurde sie durch ihre Rolle als Ayla Höfer in der Fernsehserie Gute Zeiten, schlechte Zeiten bekannt, die sie von Sila Sahin ab der 5489. Folge übernahm. Sie gehörte dem Ensemble von 2014 bis 2016 an. Weitere Rollen spielte sie beispielsweise in den Fernsehserien Verbotene Liebe und Unter uns. In der Webserie Jojo sucht das Glück der Deutschen Welle spielte sie eine Hauptrolle in der dritten Staffel. Auch am Jungen Theater in Bonn wirkte sie als Schauspielerin in diversen Rollen mit. Sie ist seit November 2013 mit dem Fußballspieler Sascha Bigalke liiert und seit Mitte 2017 mit ihm verheiratet. Im Juni 2019 kam ihre gemeinsame Tochter zur Welt.

## Filmografie
- 2012: Der Sarg
- 2012: Ein Antrag mit Folgen
- 2012: Unter uns (Fernsehserie), als Charly Linden
- 2013: Verbotene Liebe (Fernsehserie), als Nina Kramer
- 2014: Jojo sucht das Glück (Webserie, Serienhauptrolle)
- 2014–2016: Gute Zeiten, schlechte Zeiten (Fernsehserie), als Ayla Höfer #2
- 2017: Einstein (Fernsehserie)
- 2019: Heldt (Fernsehserie)
- 2019: Limbo
- 2019: Hashtag Daily (Webserie)
- 2019, 2021: Alarm für Cobra 11 – Die Autobahnpolizei (Fernsehserie, zwei Folgen)
- 2019, 2021, 2022: Die Rosenheim-Cops (Fernsehserie, drei Folgen)
- 2020: SOKO München: Cuba Liebe (Fernsehserie, als Loraine Flores)
- 2021: Inga Lindström – Rosenblüten im Sand
- 2023: SOKO Stuttgart: Der letzte Schrei (Fernsehserie, als Ines Gomez)
- 2023: SOKO Köln: Bis dass der Tod sie scheidet (Fernsehserie)
- 2024: Watzmann ermittelt: Der letzte Tusch (Fernsehserie)
- 2025: Das Traumschiff – Curaçao